# Кати (певица)
 Тази статия е за певицата Кати.  За езика вижте Кати (език).  
Катя Рангелова Михайлова, по-известна като Кати, е българска попфолк певица. Наричат я „Волната пеперуда на попфолка“ заради рефрен от най-популярната ѝ песен – „Пеперуда“.

## Биография
Родена е на 13 май 1977 г. в Перник, но израства в Брезник. Майка ѝ се казва – Людмила, а баща ѝ – Рангел. Още докато е дете, родителите ѝ се развеждат и Кати остава да живее с майка си. Когато е на 18-годишна възраст, майка ѝ умира внезапно от инфаркт и бъдещата певица се мести да живее при леля си. В продължение на седем години играе народни танци в танцов състав. Известно време тренира волейбол. През 1994 г. печели конкурса „Мис Брезник“ в родния си град. За музикалната сцена я открива колегата ѝ Кондьо.
През 2005 г. певицата заживява с бизнесмена Николай, от когото на 13 септември 2006 г. ражда дъщеря си Джулиана.
През 2012 г. се разделя с бащата на дъщеря си, но не пожелава да се върне към сцената.

## Музикална кариера

### 1999 – 01: Началото: „Пеперуда“, „Нестандартни сме“ и „Нон стоп“
Кариерата ѝ започва през 1999 г., когато подписва договор с музикална компания „Ара Аудио-видео“.
През същата година излиза хитът на Кати – „Пеперуда“, който ѝ носи значителна популярност. Едноименното парче дава заглавие и на дебютния ѝ албум „Пеперуда“. Едни от първите ѝ песни, включени в албума са „Приказен герой“, „Най ми е добре“ и „Сън“, върху които заснема и първите си видеоклипове.
През 2000 г. излиза втория албум на Кати „Нестандартни сме“. Като най-големи хитове от него стават песните „Лунна нощ“, „На урок“, „Нестандартни сме“ и „Играчка-плачка“, които се сдобиват с видео реализации.
Покрай бързата слава споходила младата певица продуцентите ѝ, заедно с режисьора Стилиян Иванов заснемат и издават биографичния филм „Кати – една сбъдната мечта“, в който близки, колеги, автори и композитори, с които тя работи разказват за успеха ѝ.
През 2001 г. записва третия си албум „Нон стоп“, в който е включен дуетът ѝ с DJ Теди Джорджо – „Няма шанс“. Клипираните в този албум песни са „Нон стоп“, „Забрави ме“ и „Нощ и ден“.

### 2002 – 06: Връх: „Две луни“ и „Мили момчета“
През 2002 г. на музикалния пазар излиза четвъртият албум на Кати, озаглавен „Две луни“. През същата година певицата клипира три песни от албума – „Неотразима“, „Две луни“ и „Нежност“.
През 2003 г. заснема видеоклипове към песните „Изгарям“ и „Който търси, той намира“ от албума „Две луни“.
През 2004 г. Кати записва баладите „Тъжни очи“, „Усмивка през сълзи“ и „Ти не разбра“.
През лятото на 2005 г. се появява петият ѝ албум „Мили момчета“. Като хитове от него се открояват „Като лъскаво Ферари“, „Сваляй дрехите“ и дуетът с албанския изпълнител Сабиани „Кажи обичам те“.
През 2006 г. Кати записва песните „Мисията невъзможна“ (дует със Сабиани), „Тръгна си“ и „Супер комбинация“.
Малко след като става майка, изпълнителката прекратява музикалната си кариера, като се отдава на семейството си и най-вече на отглеждането на дъщеря си.
Сред най-големите хитове на Кати са „Пеперуда“, „Най ми е добре“, „Сън“, „Нестандартни сме“, „Лунна нощ“, „На урок“, „Нощ и ден“, „Две луни“, „Като лъскаво Ферари“, „Сваляй дрехите“ и др.

## Критика
През 2012 г. в телевизионния таблоид „Горещо“ Кати признава, че е имала връзка с боса на „ВИС-2“ Георги Илиев с думите: „Ще кажа само, че с Жоро съм имала много хубава любов! Бях младо момиче, наивно... Тогава бяхме влюбени и двамата!“. Въпреки твърденията ѝ обаче мнозина близки и приятели на Главния отричат той да е имал нещо общо с певицата.

## Дискография

### Студийни албуми
- Пеперуда (1999)
- Нестандартни сме (2000)
- Нон стоп (2001)
- Две луни (2002)
- Мили момчета (2005)

### Сингли
- Черно и бяло (трио с Ина и Влади Априлов (2000)
- Тъжни очи (2004)
- Мисията невъзможна (дует със Сабиани) (2006)
- Супер комбинация (2006)
- Тръгна си (2007)
- Имала майка (2024)
- Евтини лъжи (2024)
- Болката в мен (2024)
- Разбивация (2024)
- Боксерките (2024)
- Обичам те различно (2024)
- Казино (2025)

## Награди
- 1999 – Дебют на годината – Годишни награди на сп. „Нов фолк“[10]
- 1999 – Албум на годината „Пеперуда“ – Годишни награди на сп. „Нов фолк“[10]
- 1999 – Най-прогресиращ изпълнител – предаване „Хит коктейл“[1]
- 2000 – Оригинално медийно присъствие – Годишни награди на сп. „Нов фолк“[10]
- 2000 – Най-прогресиращ изпълнител – предаване „Хит коктейл“[1]
- 2000 – Награда на зрителите – предаване „Хит коктейл“[1]